# The Dragtooth
The Dragtooth ist ein 3682 m hoher Berg in der Sierra Nevada im US-Bundesstaat Kalifornien. Er liegt auf der Grenze vom Mono County zum Tuolumne County und bildet den Gipfel eines Grats am Matterhorn Peak und ist somit ein Nebengipfel von diesem.
The Dragtooth wurde 1931 von Walter Brem, Glen Dawson und Jules Eichorn von Südwesten zum ersten Mal bestiegen. Im Süden und Westen des Gipfels erstreckt sich der Yosemite-Nationalpark und im Nordosten die Hoover Wilderness. Südlich liegt der Matterhorn Peak, im Südwesten die Finger Peaks und im Nordwesten der Kettle Peak. Die Dominanz beträgt nur etwa 560 Meter, der nächste höhere Berg ist der Matterhorn Peak.